# Майклс, Уильям
Уильям Майес Майклс (англ. William Mayes Michaels; 13 июля 1876, Алкоа, Теннесси — 1934) — американский боксёр, бронзовый призёр летних Олимпийских игр 1904.
На Играх 1904 в Сент-Луисе Майклс соревновался только в тяжёлом весе свыше 71,7 кг. В единственной встрече он проиграл будущему чемпиону Сэмюель Бергер, но из-за недостатка спортсменов занял третье место и получил бронзовую медаль.